# Ayotlán (kommun)
Ayotlán är en kommun i Mexiko.   Den ligger i delstaten Jalisco, i den centrala delen av landet, 400 km väster om huvudstaden Mexico City. Antalet invånare är 35 150. Arean är 519 kvadratkilometer.
Terrängen i Ayotlán är huvudsakligen kuperad, men åt sydväst är den platt.
Följande samhällen finns i Ayotlán:
- Cañada de San Ignacio
- La Palma
- San Jerónimo
- La Ladera Grande
- Las Higueras
- El Salitre
- La Nopalera
- El Rosario
- Los Fresnos
- El Fraile
- Ladera Chica
- Agua Blanca
- El Chaveño
- Carretas
- Palo Blanco
- Los Once Pueblos